# Chex

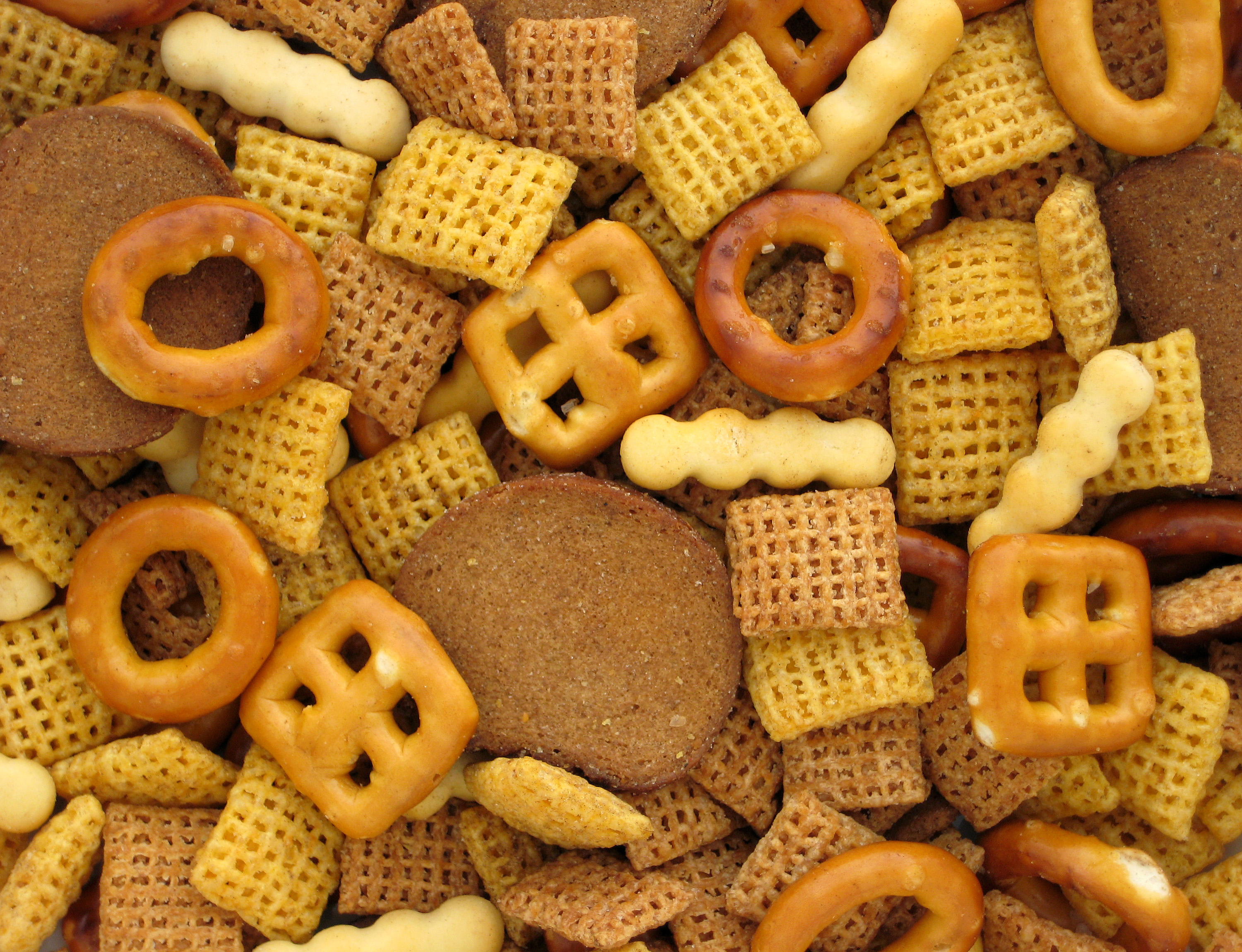
Chex Mix

Chex es una marca de cereales para el desayuno fabricada actualmente por General Mills. Fue introducido en 1937 y originalmente fue producido y además una propiedad de Ralston Purina de St. Louis, Missouri. El nombre "Chex" refleja el logotipo de "cuadricula de tablero de ajedrez" de Ralston Purina.[cita requerida] La línea de productos Chex era parte de la porción Ralston de Ralston Purina, que fue convertida en Ralcorp durante 1994. Esta línea de productos se vendió a General Mills en 1997. Durante muchos años, los anuncios de este cereal mostraban a los personajes de la tira cómica Peanuts de Charles Schulz.

## Chex Mix
Chex también es la base de un snack horneado llamado "Chex Mix", en el que se mezclan diferentes tipos de Chex con nueces, pretzels y galletas horneadas, y luego a menudo se horneaban nuevamente con mantequilla y otras especias (salsa Worcestershire en la mezcla original) para agregar sabor. Existen variedades comerciales y caseras, y este snack es un bocadillo común en los días festivos de Estados Unidos. Las recetas para usar con Chex Mix se presentaban regularmente impresas en las cajas de cereales Chex, y los bocadillos Chex Mix preparados comercialmente se venden en los supermercados.

### Puppy Chow
Chex también se puede usar para hacer un snack de chocolate llamado "Chex Muddy Buddies", también conocido como Puppy Chow.

## Sabores y variedades
- Rice Chex
- Corn Chex
- Wheat Chex (se vende en una caja más pesada de 14 oz que es más pequeña)
- Honey Nut Chex
- Chocolate Chex
- Vanilla Chex
- Cinnamon Chex
- Chex Morning Party Mix
- Blueberry Chex
- Peanut Butter Chex
- Coco Chex (vendido por Kellogg's en lugar de General Mills)

### Variedades discontinuadas
- Raisin Bran Chex[2]
- Sugar Frosted Chex
- Sugar Chex[3]
- Apple Cinnamon Chex
- Oat Chex
- Bran Chex
- Double Chex
- Wheat & Raisin Chex
- Graham Chex
- Honey Graham Chex
- Frosted Mini-Chex
- Strawberry Chex
- Multi-Bran Chex[4]

## Promociones televisivas

### Space Patrol
Desde 1950 a 1955, Chex fue el patrocinador principal del popular programa de televisión y radio Space Patrol, que se emitió durante más de 1,000 episodios de televisión y 129 episodios de radio. Estos episodios incluyeron muchos anuncios, ofertas promocionales y premios relacionados con el cereal Chex, específicamente Wheat Chex y Rice Chex.

### The Chexmates
En 1968, Chex lanzó una serie de comerciales de televisión sobre las aventuras de The Chexmates, un trío de dibujos animados que se comían Chex para obtener la fuerza que necesitaban para viajar hasta Marte, superar obstáculos difíciles o someter a los malhechores. Los personajes eran un hombre musculoso llamado Chexter, un asiático experto en karate llamado Chop Louie y una chica rubia vaquera llamada Jessie Jane. Sus voces fueron proporcionadas por John Erwin, Tommy Cook y Julie Bennett.

## Videojuegos
Chex aparece en una serie de videojuegos de computadora de disparos en primera persona (Chex Quest, Chex Quest 2 y Chex Quest 3) en los que el jugador asume el papel de un Guerrero Chex revestido con una Armadura Chex. Los videojuegos usan una versión modificada de WADs de DOOM (gráficos, sonidos, niveles, etc.) y ejecutables.